# Полатайло Катерина Олексіївна
Катерина Олексіївна Полатайло (6 грудня 1940, село Новоукраїнка, тепер Чорнобаївського району Черкаської області — 5 червня 1986, місто Золотоноша Черкаської області) — українська радянська партійна діячка, голова колгоспу, Герой Соціалістичної Праці (22.12.1977). Депутат Верховної Ради УРСР 11-го скликання. Депутат Верховної Ради СРСР 8—10-го скликань.

## Біографія
Народилася в селянській родині. Закінчила Хомутецький зоотехнічний технікум Полтавської області.
У 1959—1969 роках — зоотехнік колгоспу «Шлях до комунізму» села Новоукраїнка Чорнобаївського району.
У 1969—1981 роках — голова колгоспу «Шлях до комунізму» села Новоукраїнка Чорнобаївського району Черкаської області.
У 1970 році без відриву від виробництва закінчила зоотехнічний факультет Української сільськогосподарської академії в Києві.
Член КПРС з 1975 року.
У 1981 році закінчила Академію суспільних наук при ЦК КПРС.
У 1981 — 5 червня 1986 року — 1-й секретар Золотоніського районного комітету КПУ Черкаської області.

## Нагороди
- Герой Соціалістичної Праці (22.12.1977)
- два ордени Леніна (22.12.1977,)
- орден Трудового Червоного Прапора
- медалі